# Vuelta sobre el ala
La vuelta sobre el ala o wingover es una maniobra acrobática que consiste en un viraje ascendente seguido de un viraje en picado con cambio de dirección de 180°.

## Pasos para ejecutar la vuelta sobre el ala
1. Un picado medio hasta alcanzar una velocidad 10% superior a la velocidad de crucero. Planos nivelados. Alinearse con una referencia en el suelo. Comprobar las RPM
2. Hacer subir al morro por el horizonte. Iniciar un viraje ascendente suave y coordinado.
3. Al llegar a la posición de 90° los planos deben estar verticales justo por encima de la pérdida.
4. Los últimos 90° de viraje llevan al avión al rumbo opuesto a una trayectoria suavemente descendente. La velocidad aumenta hasta la velocidad de crucero.[1]